# Little Go Girls
Pour plus de détails, voir Fiche technique et Distribution.
Little Go Girls, sorti le 9 mars 2016, est un documentaire français réalisé par Éliane de Latour, cinéaste française,.

## Fiche technique
- Titre : Little Go Girls
- Réalisation : Éliane de Latour
- Scénario : Éliane de Latour
- Photographie : Éliane de Latour
- Son : Antonin Dalmasso et Roman Dimny
- Montage : Catherine Gouze
- Musique : Éric Thomas
- Production : Taggama Production
- Pays d'origine :  France
- Genre : documentaire
- Durée : 78 minutes
- Date de sortie : 9 mars 2016

## Distinctions

### Récompense
- Mention spéciale - Festival Regards sur le cinéma du monde 2017[3]

### Sélections
- États généraux du film documentaire 2015
- Festival Traces de vie 2015
- Visions du réel 2016[4]